# Pukkisaari (ö i Södra Savolax, Pieksämäki, lat 61,75, long 27,96)
Pukkisaari är en ö i Finland. Den ligger i sjön Pyhäjärvi och i kommunen Jockas i den ekonomiska regionen  Pieksämäki ekonomiska region  och landskapet Södra Savolax, i den södra delen av landet, 240 km nordost om huvudstaden Helsingfors. Öns area är 9,3 hektar och dess största längd är 0,5 kilometer i sydöst-nordvästlig riktning.